# 카르멜로 세드룬
카르멜로 세드룬 오찬다테기(스페인어: Carmelo Cedrún Ochandátegui, 1930년 12월 6일, 바스크 지방 아모레비에타 ~)는 스페인의 전 축구 골키퍼이자 감독이다.

## 클럽 경력
아모레비에타-에차노 출신인 세드룬은 인근 거함 아틀레틱 빌바오에서 프로 축구에 입문했고, 1951년 4월 15일, 3-0으로 이긴 세비야와의 안방 경기에서 1군 신고식을 치렀고, 얼마 지나지 않아 선수단의 주전 수문장을 맡았다. 1955-56 시즌, 바스크 지방 연고 구단이 라 리가를 우승했을 당시 그는 30경기에 출전하여 31골만 허용하였고, 14년을 활약하면서 400번이 넘게 공식 경기에 출전했다.
1964년, 훗날 구단의 주전으로 이름을 남기게 된 호세 앙헬 이리바르에게 주전을 빼앗긴 세드룬은 또다른 1부 리그 구단인 에스파뇰로 이적하여 또다시 주전 수문장이 되었다. 그는 미국의 볼티모어 베이스에서 말년에 활약하다가 38세의 나이로 은퇴하였다.
은퇴 몇 달 후, 세드룬은 감독으로 전향하여 지역 연고의 하부 리그에 속한 두랑고와 바라칼도를 지휘했다. 그는 대부분 하부 리그 구단의 감독을 맡았는데, 그가 1부 리그 감독을 맡은 사례는 1976-77 시즌에 셀타 비고를 맡았을 때로, 이 시즌도 리그 순위가 뒤에서 두 번째였다.

## 국가대표팀 경력
세드룬이 출전한 13번의 스페인 국가대표팀의 경기 중 첫 경기는 1954년 3월 14일, 터키와의 1954년 FIFA 월드컵 예선전 경기로, 스페인은 합계 4-2로 이겼지만,(당시 규정은 승패만 따졌다) 2번째 경기를 지고, 3번째 경기에서 연장전 끝에 비긴 후, 추첨에서 밀렸다.
세드룬은 이후 1962년 FIFA 월드컵에 참가하여 국가대표팀이 치른 3경기 중 2경기에 출전하였지만, 조별 리그를 넘지 못했다.

## 사생활
세드룬의 아들 안도니도 축구선수로, 골키퍼였다. 그도 아틀레틱에서 활약한 적이 있지만, 그의 부친보다 성과가 적고, 주로 사라고사에서 오랜 시간을 보냈다.
그의 손자 마르켈 아레이티오도 골키퍼다.

## 수상
아틀레틱 빌바오
- 라 리가: 1955–56
- 코파 델 헤네랄리시모: 1954–55, 1955–56, 1957–58